# Tord Lien
Tord André Lien (né le 10 septembre 1975 à Øksnes) est un homme politique norvégien (parti du progrès). Lien est ministre du pétrole et de l'énergie dans le gouvernement Solberg du 16 octobre 2013 au 20 décembre 2016. Il a été élu au Parlement norvégien pour le Sør-Trøndelag 2005-2013.

## Activité politique
Lien est membre du conseil de direction du FrP à Øksnes 1991 à 1994, président à Trondheim du mouvement des jeunes du FrP de 1997-1999, puis président du FrP de Trondheim de 1999 à 2003 et de 2007 à 2009, et membre du conseil de la ville de Trondheim de 2003 à 2005. Dans les années 2005-2013, il est élu au Parlement, où il est membre de comité pour l'énergie et l'environnement durant la période 2005-2009 et vice-président de la commission Parlementaire pour l'église, l'éducation et la recherche durant la période 2009-2013. Lien n'est pas réélu au Parlement en 2013, et devient directeur de l'information et des affaires publiques à TrønderEnergi AS.

### Ministre du pétrole
Après avoir donné 100 millions de dollars pour la recherche pétrolière norvégienne, il déclare que le climat pouvait affecter la politique norvégienne sur le pétrole.

## Autre
Lien est impliqué dans le sport comme entraineur de volley-ball, de 2003 à 2005 et président du comité de mise en candidature de la Fédération norvégienne de volley à partir de 2009. 
Après sa nomination au ministère, il est dévoilé que Tord Lien a été condamné à une peine de prison en 1994 après avoir été arrêté alors qu'il roulait en moto à 107 km/h sur une route limitée à 60 km/h. Lien soutient avoir informé la Première Ministre de cette condamnation avant sa nomination.